# Буркандья
Буркандья — бывший посёлок (ранее — посёлок городского типа) в Сусуманском городском округе Магаданской области России.
В 1968 году население составляло 1700 человек, ныне заброшен: в материалах Росстата за 2015 год не упоминается, в сети получил название «посёлка-призрака».

## География
Находится в низовьях реки Бурканди (приток реки Бёрёлёх, бассейн Колымы) в 73 км к северо-западу от Сусумана и в 460 км от Магадана.

## История
Посёлок горняков и прииск Буркандья возникли в 1959 году на левом берегу реки Бурканди в её нижней части. Название произошло от эвенского Бургандя, где бурган — «заливной берег, остров, покрытый лесом». Недалеко от прииска находится гранитный горный массив Тас-Бурганди, что означает «Каменная Бурганди». Название реки и горного массива появились в 1935 году на глазомерной карте К. А. Шахварстовой. Тогда при опробовании долины Бурканди сотрудники Шахварстовой вымыли только значок золота.
Обследование бассейна Бурканди продолжилось в 1938 году отрядом геолога Архипова, который погиб на озере Малык во время шторма: утонул вместе со всеми полевыми материалами.

В 1939 году исследования продолжила геологопоисковая партия П. Н. Ушакова. Он писал:
В реке Бурганди наличие только сравнительно слабой россыпной золотоносности... очевидно, россыпная золотоностность стоит в связи с широким развитием следов ледниковой деятельности. Последняя уничтожила часть рыхлых наносов и, частично, по-видимому, перекрыла их...
 Крупные валуны ледникового происхождения мешали провести разведку шурфами.
В 1955 году геологи Салокаляхского разведрайона Берелёхского райГРУ провели разведку в долине реки Бурканди станками ударно-канатного бурения, оконтурили золотую россыпь, в результате чего здесь стало возможным начать промышленную добычу золота.
В 1970 году на ручье Далёкий прииска «Буркандья» нашли золотой самородок весом почти 10 кг (9644 г). Поскольку тогда отмечали 100-летие со дня рождения В. И. Ленина, то самородок назвали «Юбилейный».

## Население
| 1970  | 1979  | 1989  | 1991  | 1992  | 1993  | 1994  |
| ----- | ----- | ----- | ----- | ----- | ----- | ----- |
| 1843  | ↗2124 | ↘1944 | ↗2191 | ↘2080 | ↘1738 | ↘1554 |
| 1995  | 1996  | 1997  | 1998  | 1999  | 2000  | 2001  |
| ↘1372 | ↘357  | ↘255  | ↘200  | ↘99   | ↘18   | ↘11   |
| 2002  | 2004  | 2005  | 2006  | 2007  | 2008  | 2009  |
| ↗25   | ↘8    | ↘2    | ↘1    | →1    | →1    | →1    |
| 2010  | 2019  | 2020  | 2021  |       |       |       |
| ↗2    | ↘0    | →0    | →0    |       |       |       |

## Современное положение (2010-е гг.)
В настоящее время описаны и экономически освоены три месторождения россыпного золота. От города Сусуман до посёлка Буркандья проходит участок автотрассы протяженностью 90 км. По долине р. Бурканди проведена насыпная автодорога и ЛЭП — 35 кВ.
- Песчаный, ручей, правый приток реки Бурканди, в 25 км к северу от бывшего пос. Буркандья, рядом проложена грунтовая дорога Буркандья — Корба.
- Тихий, ручей, правый приток реки Бурканди, в 5 км севернее бывшего пос. Буркандья.
- Участковый, ручей, правый приток реки Бурканди, в 8 км севернее бывшего пос. Буркандья.